# BMW M43

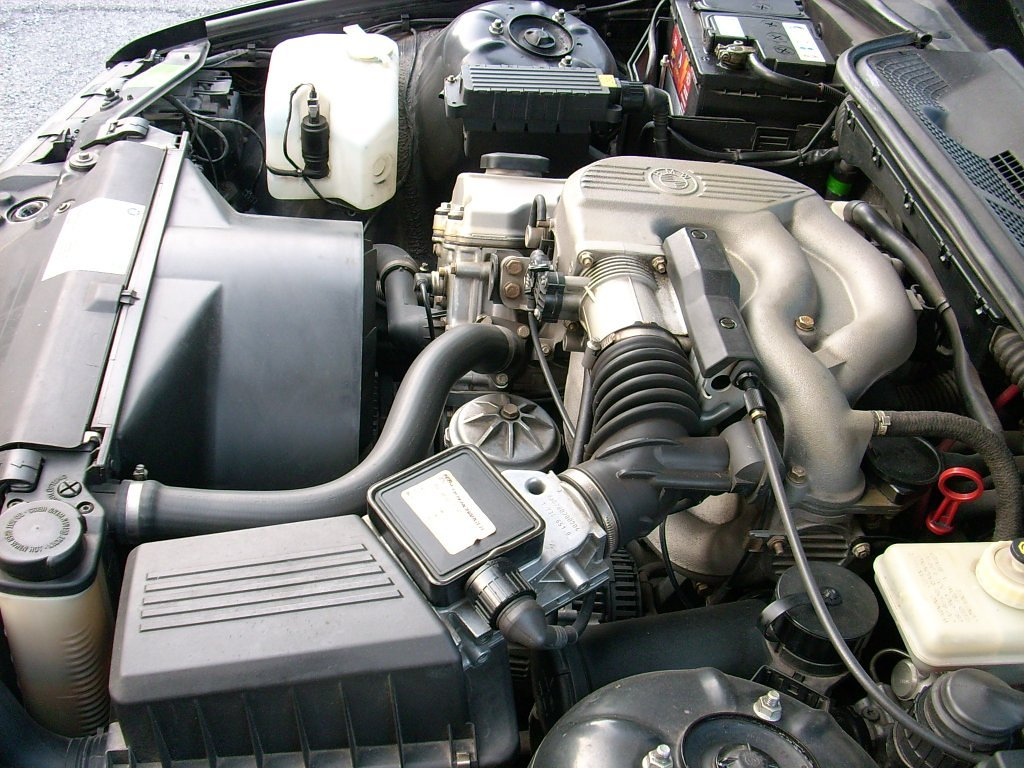
Silnik BMW M43

BMW M43 – silnik BMW produkowany w trzech wersjach.

## M43 B16
| Liczba cylindrów                           | 4                                      |
| Średnica cylindrów                         | 84 mm                                  |
| Skok tłoka                                 | 72 mm                                  |
| Pojemność                                  | 1596 cm³                               |
| Stopień sprężania z katalizatorem          | 9,7:1                                  |
| Moc maksymalna z katalizatorem             | 75 kW przy 5500 obr./min               |
| Obroty maksymalne                          | 6000 obr./min (chwilowe 6200 obr./min) |
| Maksymalny moment obrotowy z katalizatorem | 150 Nm przy 3900 obr./min              |

## M43 B18 – 184E2 (Seria 3 318i typ E36, Z3 1.8i typ E36/E37, E36/E37 Seria 5 E34)
| Liczba cylindrów                           | 4                                      |
| Średnica cylindrów                         | 84 mm                                  |
| Skok tłoka                                 | 81 mm                                  |
| Pojemność                                  | 1796 cm³                               |
| Stopień sprężania z katalizatorem          | 9,7:1                                  |
| Moc maksymalna z katalizatorem             | 85 kW przy 5500 obr./min               |
| Obroty maksymalne                          | 6450 obr./min (chwilowe 6500 obr./min) |
| Maksymalny moment obrotowy z katalizatorem | 168 Nm przy 3900 obr./min              |

## M43TU B19 – 194E1 (Z3), E36 (compact),E46
| Liczba cylindrów                                 | 4                                      |
| Średnica cylindrów                               | 85 mm                                  |
| Skok tłoka                                       | 83,5 mm                                |
| Pojemność                                        | 1895 cm³                               |
| Stopień sprężania                                | 9,7:1                                  |
| Moc maksymalna (niższy stopień mocy)             | 77 kW przy 5300 obr./min               |
| Moc maksymalna (wyższy stopień mocy)             | 87 kW przy 5500 obr./min               |
| Obroty maksymalne                                | 6000 obr./min (chwilowe 6200 obr./min) |
| Maksymalny moment obrotowy (niższy stopień mocy) | 165 Nm przy 2500 obr./min              |
| Maksymalny moment obrotowy (wyższy stopień mocy) | 180 Nm przy 3900 obr./min              |